# Aase Clausen
Aase Othlo Barfod Holten (født Clausen 15. august 1914 i Lynge, død 7. september 2005) var en dansk skuespillerinde, der blev kåret som Miss Danmark (og Miss Europa) i 1932 og som herefter fik en ganske kort skuespillerkarriere, med roller på bl.a. Riddersalen og Nørrebros Teater samt i tre spillefilm, nemlig Med fuld musik (1933), Københavnere (1933) og Ud i den kolde sne (1934).
Gift med fabrikant Preben Holten (1911-67), der var indehaver af English House.